# Micropsitta keiensis
Micropsitta keiensis là một loài chim trong họ Psittacidae.